# Jeanette Nordgren
Jeanette Nordgren (senare Nordgren-Ling), född 11 mars 1961, är en svensk före detta friidrottare (långdistanslöpning) som tävlade för klubben IK Vikingen